# 佩顿 (科罗拉多州)
佩顿（英語：Peyton）是美国科羅拉多州厄爾巴索縣的一个普查规定居民点和郵政投递点，2010年的人口为250人。佩顿与其附近的法尔孔共用邮政编码80831。佩顿与其附近的城镇，法尔孔、卡尔汉、拉玛、西姆拉和马西森都散落在24号美国国道上，斯普林斯和利蒙之间。